# Aurelius Victor
Sextus Aurelius Victor Afer, aussi dit simplement, Victor Afer ou Aurelius Victor (v. 320 – v. 390), est un historien et un haut fonctionnaire impérial romain originaire de la province romaine d'Afrique. Il est gouverneur de Pannonie sous le règne de l'empereur Julien, et devint préfet de la ville de Rome en 389. Il est aussi connu pour son recueil biographique traitant des empereurs romains.

## Biographie
La carrière de Sextus Aurelius Victor (ou Victor Afer),, peut être reconstituée grâce à Ammien Marcellin, qui l'évoque dans ses Res Gestae, livre XXI — écrit probablement en 390 — et à une inscription du forum de Trajan (CIL VI, 1186 = ILS 2945).
Aurelius Victor est né aux environs de 327-332 en Afrique, d'une famille originaire de Leptis Magna, se présentant comme compatriote de Sévère Alexandre. Son père, un colonus, victime des acturii (spoliateurs), faisait partie des riches campagnes de la province. Il dut être avocat, car il connaît le vocabulaire juridique. Sa carrière est civile, il n'apprécie pas l'armée. D'origine modeste, il fait partie de l'entourage de Julien et est gouverneur de Pannonie seconde, avec le statut de clarissimat dans l'ordre sénatorial,. Il est toutefois destitué par Valens et Valentinien Ier qui remplacent les gouverneurs. Il est impossible de connaître son cursus durant une trentaine d'années, faute de sources. Ammien Marcellin et l'inscription du forum indiquent qu'en 389, il est à la charge importante de préfet de la Ville (praefectus Urbi), une fonction d'habitude réservée aux grandes familles aristocratiques romaines, un statut assez rare pour un provincial roturier comme Aurelius,. La biographie d'Aurelius Victor reste inconnue ensuite.

## Œuvre

### LeCorpus Aurelianum
Il lui fut attribué un ensemble ordinairement désigné Corpus tripertitum ou Corpus Aurelianum, narrant l'histoire de Rome depuis la légende de Saturne et Énée jusqu'à l'empereur Constance II, et comprenant trois œuvres : Origo gentis Romanae (Histoire du peuple romain), le De viris illustribus urbis Romae, suite de 86 biographies des grandes figures de la monarchie et de la République romaine, et un Liber de Caesaribus. Seule cette dernière œuvre est effectivement de lui. Les auteurs des deux premiers traités ainsi que le compilateur, qui a dû faire des interpolations, sont inconnus. C'est probablement un païen érudit voulant réaffirmer l'histoire face au christianisme. Le compilateur fit fusionner trois traités qui n'ont pas de point commun mais permettent un large panorama de l'histoire romaine. Les dates de la constitution du corpus sont également incertaines, les hypothèses évoquent la fin du IVe siècle, en raison du style et de la présence des abrégés historiques (Histoire Auguste, Eutrope, Chronographe de 354) ou bien vers 580, avec le témoignage imprécis de Jean le Lydien, jusqu'au IXe siècle.
L'établissement du texte est compliqué, seuls deux manuscrits ont transmis le corpus : le Codex Bruxellensis (Bibliothèque Royale 9755-9763) ou Codex Pulmanni (P), copié au XVe siècle, il appartint à plusieurs jésuites, fut recouvré à Bruxelles par Theodor Mommsen en 1850 et le Codex Oxoniensis (O), Bibliothèque Bodléienne, Canon. Lat. 131., copié au XVe siècle et qui appartint au cardinal Bessarion. Le savant Jean Matal fin XVIe siècle signala posséder un manuscrit du corpus, perdu (sigla M), surnommé Codex Metelli, il en transmis plusieurs leçons. À noter que le De viris illustribus urbis Romae fut transmis par une autre tradition manuscrite, probablement issue du corpus tripartite, une tradition défectueuse car marquée par une lacune sur ses dernières biographies.

### LeLivre des Césars
Le nom complet d'après les manuscrits est Aurelii Victoris Historiae abbreuiatae ab Augusto Octauiano, id est a fine Titi Liuii, usque ad consulatum decimum Constantii Augusti et Iuliani Caesaris tertium. La partie id est a fine Titi Liuii est une interpolation, Aurelius Victor n'a pas pris la suite de Tite-Live. Son Liber de Caesaribus est une série de 42 biographies impériales (d'Auguste à Constance II) rédigée vers 360 et qui s'inspire, par le souci moralisant, de Salluste, Tacite et Suétone. De carrière exclusivement civile, Aurélius Victor emploie volontiers un discours critique envers l'armée et les personnages du cursus militaire. Son originalité par rapport aux abréviateurs Eutrope, Festus et Florus est d'avoir voulu faire un traité de morale et de politique destiné aux hommes de pouvoir, et d'avoir le goût du pittoresque. Selon Justin A. Stover et George Woudhuysen le texte actuel n'est qu'un bref abrégé de l'œuvre réelle d'Aurelius Victor qui aurait été de bien plus grande ampleur et à laquelle il faut restituer une influence plus grande.
Une partie de son information provient d'auteurs antérieurs inconnus et perdus, dont une Histoire impériale, dont l'existence a été déduite par Alexander Enmann par rapprochement de différents textes et qui est désignée sous le nom de Enmanns Kaisergeschichte. Mais l'utilisation de l'EKG n'est pas certaine, une étude fut réalisée sur les sources qui ont beaucoup divisés les historiens : pour Auguste à Domitien, il utilisa Suétone, Tacite et d'autres sources et compilations latines, pour Nerva à Héliogabale, c'est Marius Maximus. De Héliogabale à Dioclétien, il s'agit de sources biographiques, de Dioclétien à Constance II, il utilise une source historiographique païenne et pour Constance II, il utilise des sources de première main, comme des rapports et panégyriques. Il utilisa aussi la tradition d'Eutrope mais probablement pas les historiens grecs. Sa documentation à dû être variée, l'hypothèse d'une source commune est rejetée.
Il est imité par un continuateur anonyme qui compose après 395 un ouvrage connu sous le nom d'Épitomé de Caesaribus et que des éditeurs incluent après Aurelius Victor.

## Éditions
- Aurelius Victor, Œuvres complètes, traduction et commentaires par André Dubois et Yves Germain, Clermont-Ferrand, Paléo, 2003,  (ISBN 2-84909-012-3), 209 pages
- Aurelius Victor (trad. Pierre Dufraigne), Livre des Césars, Paris, Les Belles Lettres, coll. « Collection des Universités de France », 1975 (réimpr. 2003), 213 p. (ISBN 2-251-01018-1)